# 日本国憲法第33条
日本国憲法 第33条（にほんこく（にっぽんこく）けんぽう だい33じょう）は、日本国憲法の第3章にある条文で、逮捕状による逮捕の原則について規定している。

## 条文
日本国憲法 - e-Gov法令検索

第三十三条何人も、現行犯として逮捕される場合を除いては、権限を有する司法官憲が発し、且つ理由となってゐる犯罪を明示する令状によらなければ、逮捕されない。

## 解説
日本国憲法の中に内包されている刑事訴訟法の原則に踏み込んだ規定の1つであり、現行犯逮捕以外の場合において、逮捕を行う場合には令状を必要とするものである。主体として想定されているのは、捜査権を有する警察・検察その他の捜査機関であるが、憲法上は特に限定はされていない。
逮捕に関する令状（逮捕状）については、刑事訴訟法において詳細が規定されている。なお、緊急逮捕（刑事訴訟法210条）に該当する場合には、事後的な逮捕状の取得による逮捕の道が開かれている。
日本の国会議員の逮捕については、日本国憲法第50条に特則が設けられており、国会の会期との関係で、一定の場合の不逮捕特権が認められている。

## 沿革

### 大日本帝国憲法
東京法律研究会 p.8

第二十三條日本臣民ハ法律ニ依ルニ非スシテ逮捕監禁審問處罰ヲ受クルコトナシ

### GHQ草案
「GHQ草案」、国立国会図書館「日本国憲法の誕生」。

#### 日本語
第三十条何人モ裁判所ノ当該官吏カ発給シ訴追ノ理由タル犯罪ヲ明示セル逮捕状ニ依ルニアラスシテ逮捕セラルルコト無カルヘシ但シ犯罪ノ実行中ニ逮捕セラルル場合ハ此ノ限ニ存ラス

#### 英語
Article XXX.No person shall be apprehended except upon warrant issued by a competent officer of a court of law specifying the offense upon which the person is charged, unless he is apprehended while committing a crime.

### 憲法改正草案要綱
「憲法改正草案要綱」、国立国会図書館「日本国憲法の誕生」。

第二十八何人ト雖モ現行犯トシテ逮捕セラルル場合ヲ除クノ外権限アル司法官憲ガ発スル令状ニシテ訴追ノ理由タル犯罪ヲ明示スルモノニ依ルニ非ザレバ逮捕セラルルコトナキコト

### 憲法改正草案
「憲法改正草案」、国立国会図書館「日本国憲法の誕生」。

第三十条何人も、現行犯として逮捕される場合を除いては、権限を有する司法官憲が発し、且つ理由となつてゐる犯罪を明示する令状によらなければ、逮捕されない。

## 判例
- 酒造税法違反幇助被告事件（最高裁判例 昭和30年4月27日）憲法35条
- 森林法違反、公務執行妨害、傷害被告事件（最高裁判例 昭和30年12月14日）
刑事訴訟法第210条の緊急逮捕の規定は憲法第33条に違反しない。